# Demain, c'est loin (film)
Pour plus de détails, voir Fiche technique et Distribution.
Demain, c'est loin  est un documentaire français réalisé en 2009.

## Synopsis
La culture Malgache est essentiellement basée sur l'utilisation du bois. À travers des témoignages, nous découvrons les enjeux de la déforestation de la forêt primaire d'Ambodiriana.

## Fiche technique
- Réalisation : Cyril Barnier, Florian Bernier, Lise Delahaut, Sarah Delben, Samuel Guiton, Mathieu Le Lay et Samuel Toutain